# Filialkirche Flattnitz

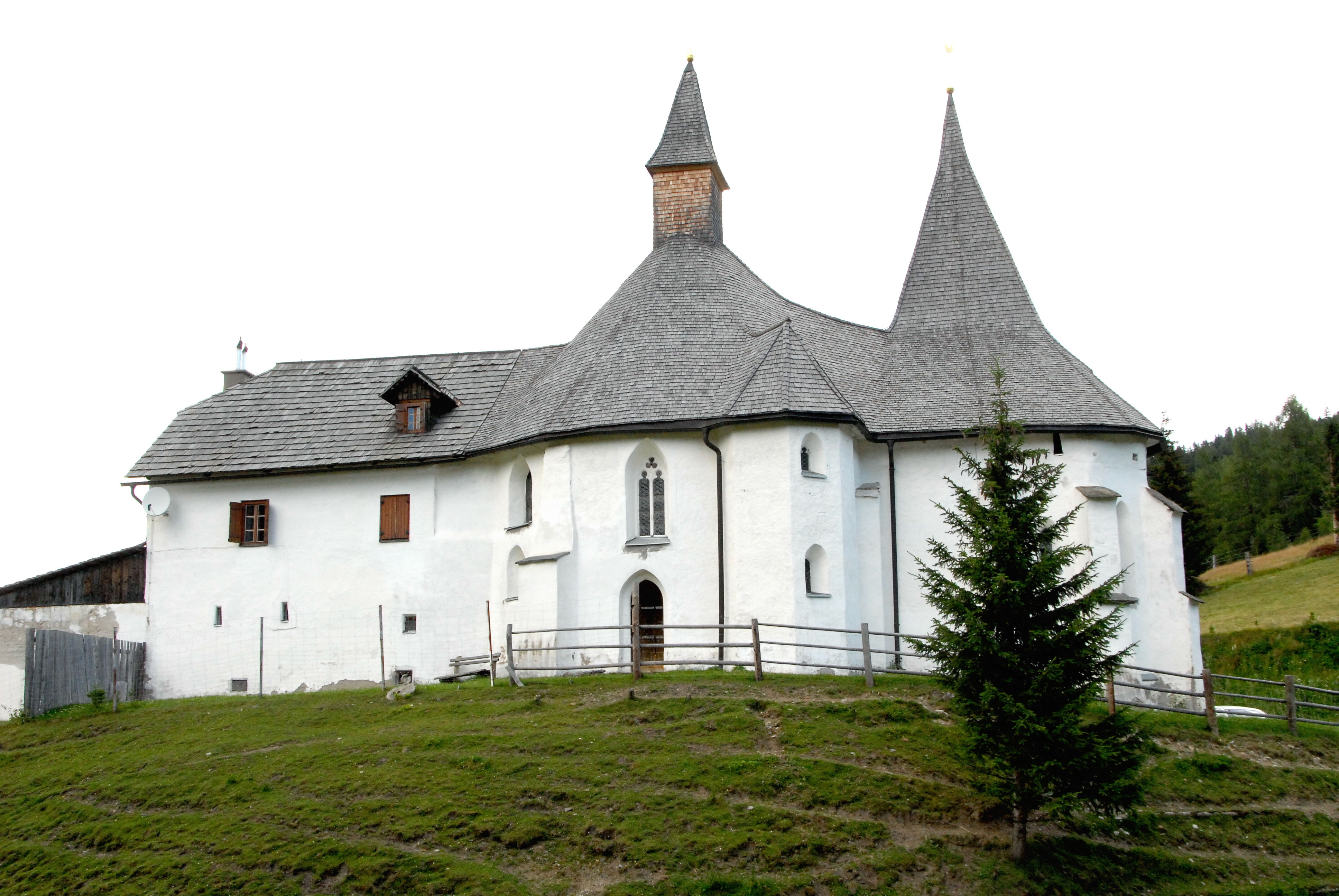
Filialkirche heiliger Johannes der Täufer, Ansicht von Süden

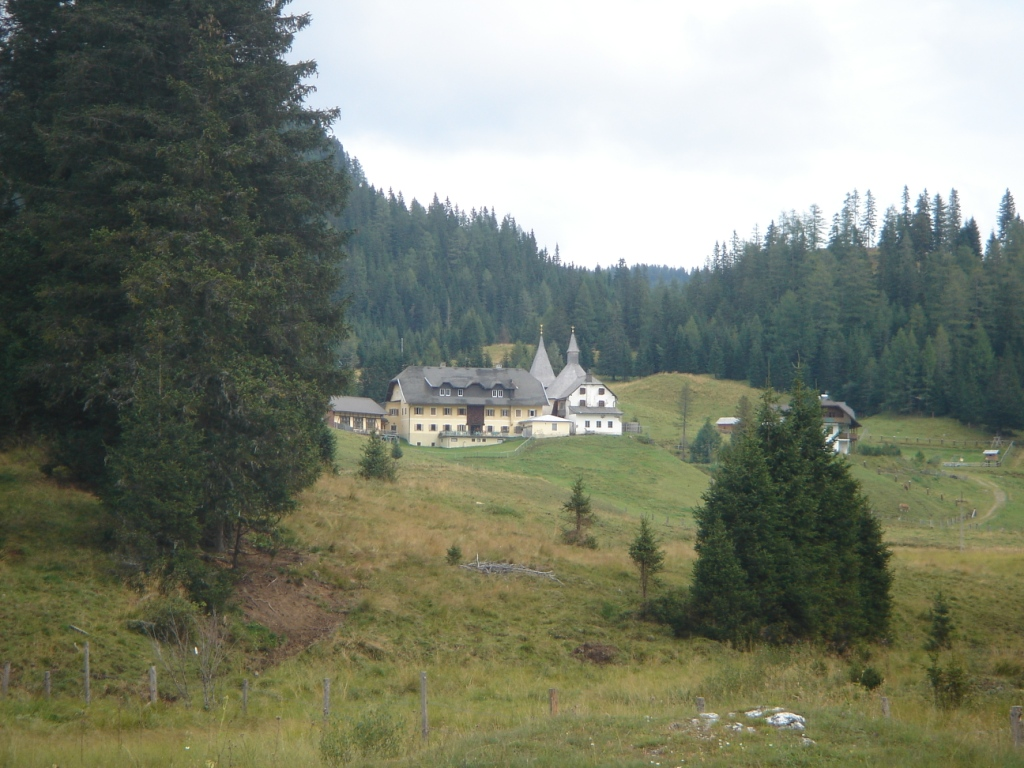
Rechts die Kirche mit der Hospizseite von Westen, links Gasthof

Die Filialkirche Flattnitz in der Kärntner Streusiedlung Flattnitz ist eine Filiale der römisch-katholischen Pfarre Glödnitz und stammt im Wesentlichen aus dem 14. Jahrhundert. Sie ist dem heiligen Johannes der Täufer geweiht.

## Geschichte
Die Kirche wurde 1173 durch Bischof Heinrich von Gurk geweiht. Die Flattnitz war bereits damals eine Sommerresidenz der Bischöfe von Gurk. Da die Kirche ein Rundbau ist, wurde vermutet, dass es sich bei ihr ursprünglich um eine Taufkirche gehandelt haben könnte. In späterer Zeit dürfte die Kirche Pfarrrechte besessen haben. Indizien dafür sind die Sakristeinische, der 1585 erwähnte Friedhof und ebenfalls 1585 die Nennung von Flattnitz als Pfarre mit Glödnitz als Filiale. Um 1330 wurde die Kirche umgebaut, damals dürften Hauptchor und Apsiden erbaut worden sein. Seit 1955 ist die Kirche mit Steinplattln gedeckt.
Ein ehemaliger Brauch ist das Speckopfer zu Oswald. Bedürftige nahmen den zu diesem Zweck auf einem Tisch abgelegten Speck mit den Worten: Oswaldi magst den Speck net, i wohl. Als Reliquien wurden hier früher verehrt: Milch der hl. Maria, Blut des hl. Stefan, Gold der Hl. Drei Könige sowie Reliquien der 11.000 Jungfrauen. Die Kirche war auch Ziel von Wallfahrern, dem Volksglauben zufolge käme der Feind, die Türken, falls die Wallfahrten zum Erliegen kommen.

## Bauwerk
Die Anlage stammt aus der ersten Hälfte des 14. Jahrhunderts, besitzt jedoch einen älteren Mauerkern. Die Kirche ist ein Rundbau mit einem einjochigen Hauptchor mit 5/8-Schluss. Seitlich davon gibt es zwei kleine, polygonale Nebenapsiden. Nördlich an den Hauptchor schließt ein gedrungener, massiver Turm an, der mit einem geschweiften Pyramidenhelm gedeckt ist. Über dem Rundbau befindet sich ein hölzerner Dachreiter. Alle Dächer sind mit Steinplatten gedeckt. Den Hauptchor stützen einfach abgetreppte Strebepfeiler, an der Südseite des Rundbaus eine halbhohe Strebe. Das Hauptportal befindet sich an der Nordseite des Rundbaus und ist von einem Vorbau geschützt. An der Südseite befindet sich ein kleineres Seitenportal mit Spitzbogen.
Im Westen schließt ein längsrechteckiger Bau an, der früher als Hospiz genutzt wurde. An seiner Nordseite befinden sich die Zugänge: In das Erdgeschoß führt eine spitzbogige Tür, in das Obergeschoß gelangt man über eine überdachte Außentreppe.
Im Hauptchor befinden sich hohe, spitzbogige Fenster, ein weiteres über dem südlichen Seitenportal. Der Turm besitzt Mauerschlitze und Korbbogenfenster.
Der Chor wird von Kreuzgratgewölbe überspannt. An der Nordseite befinden sich die gemauerte Sakramentsnische und die Tür in die Sakristei mit einem historischen gotischen Schloss. Die Sakristei selbst liegt im Untergeschoß des Turms.
Der Hauptraum der Kirche wird mit einer halbkugeligen Kuppel abgeschlossen, die unmittelbar aus der Wandzone hervorgeht. Die Öffnungen in die beiden zweigeschoßigen Nebenapsiden sind spitzbogig. Die Apsiden sind den heiligen Andreas und Oswald geweiht. Das untere Geschoß ist ein kreuzgratgewölbter Kapellenraum, das obere eine ebenso gewölbte Empore. Beide Räume haben ein kleines spitzbogiges Fenster. Von der nördlichen Empore führt ein Gang ins Glockengeschoß des Turms, die südliche hat keinen Zugang. An der Westseite befinden sich eine vermauerte Türöffnung und eine hölzerne Empore, die mit neugotischen Ranken bemalt ist.

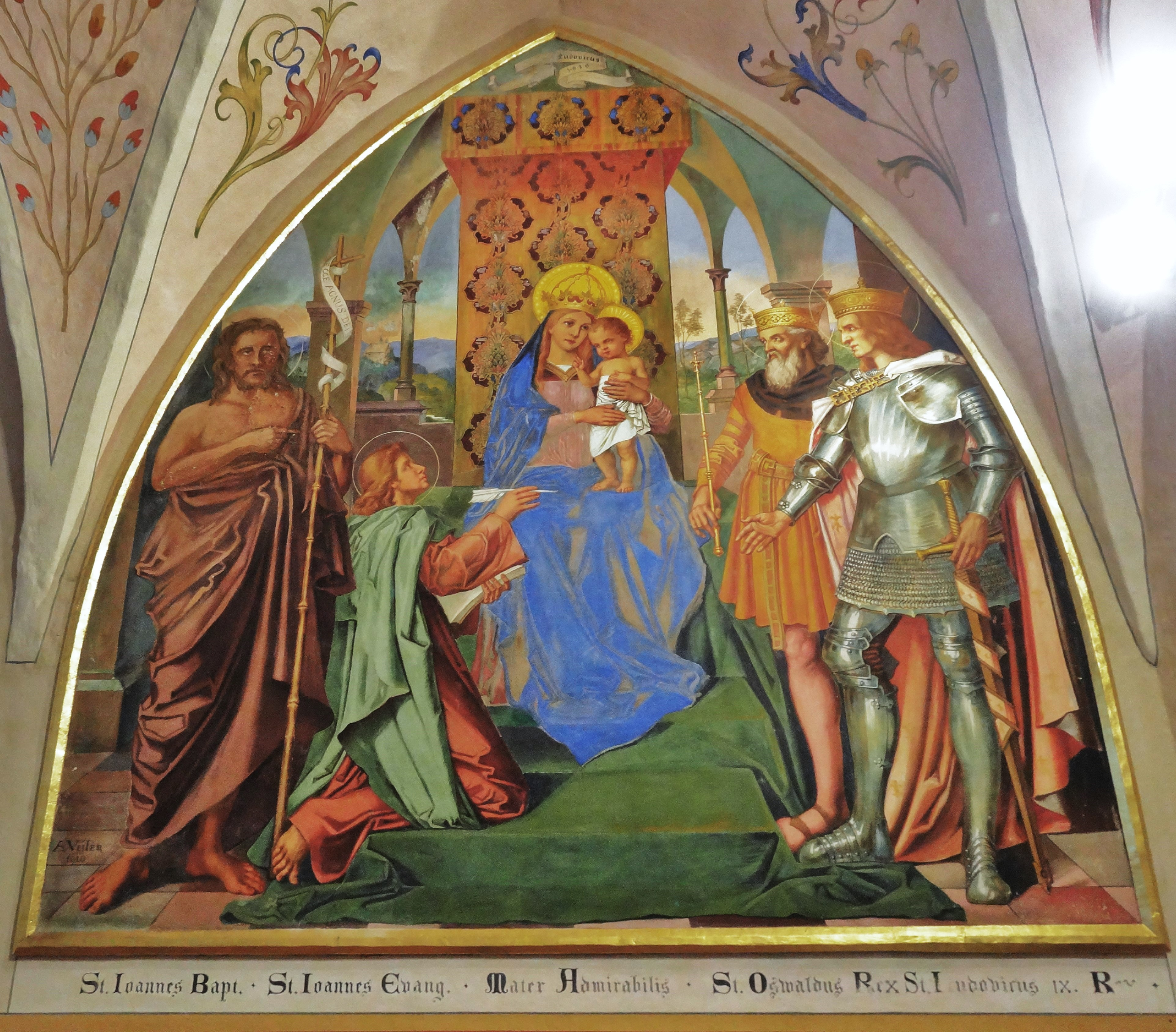
Wandfresko, eine Sacra Conversazione, im Chor

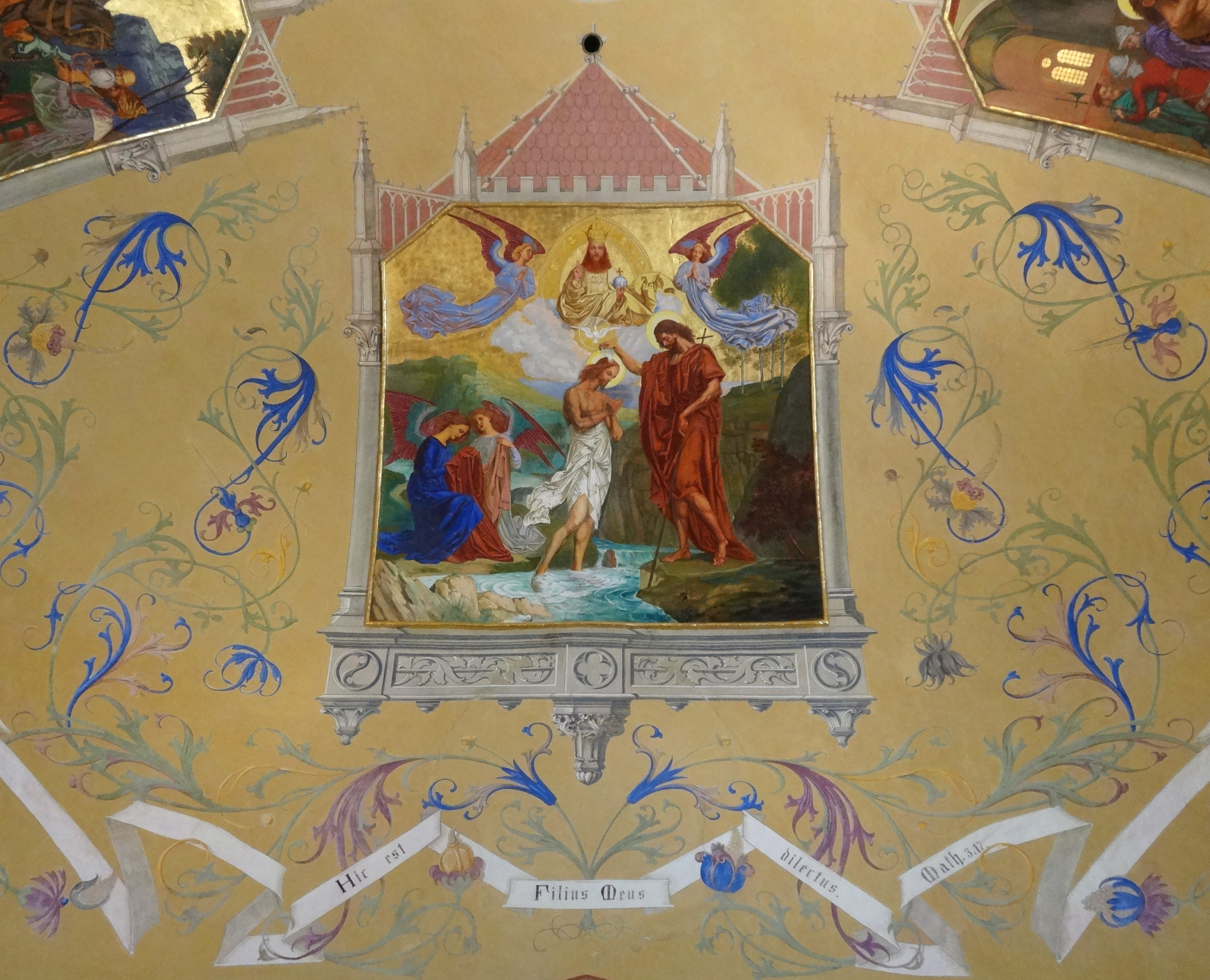
Teil des Deckengemäldes mit Darstellung der Taufe Jesu durch Johannes

### Wandmalereien
August Veiter malte Hauptraum und Chor zu Beginn des 20. Jahrhunderts im neonazarenischen Stil aus. Im Chor sind dies Rankenwerk und eine Sacra Conversazione, die Muttergottes mit den Heiligen Johannes der Täufer, Johannes Evangelist, Oswald und Ludwig. Sie sind mit A. Veiter 1910 bezeichnet. Die Kuppel des Hauptraums zeigt vier Szenen der Johanneslegende (1907–1909 entstanden). Siegfried Hartwagner schreibt ihnen nur geringe Qualität zu.

## Einrichtung

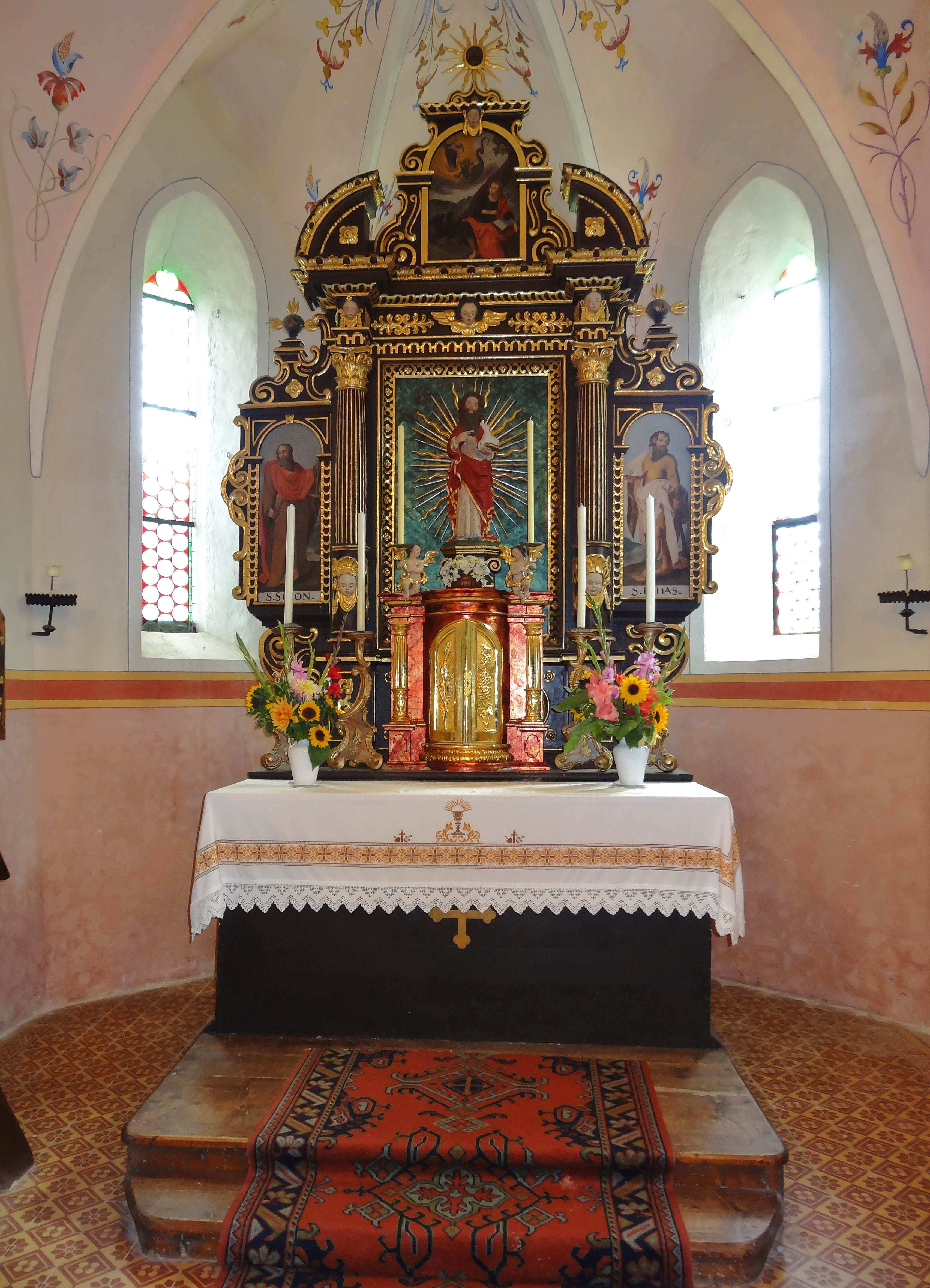
Hochaltar

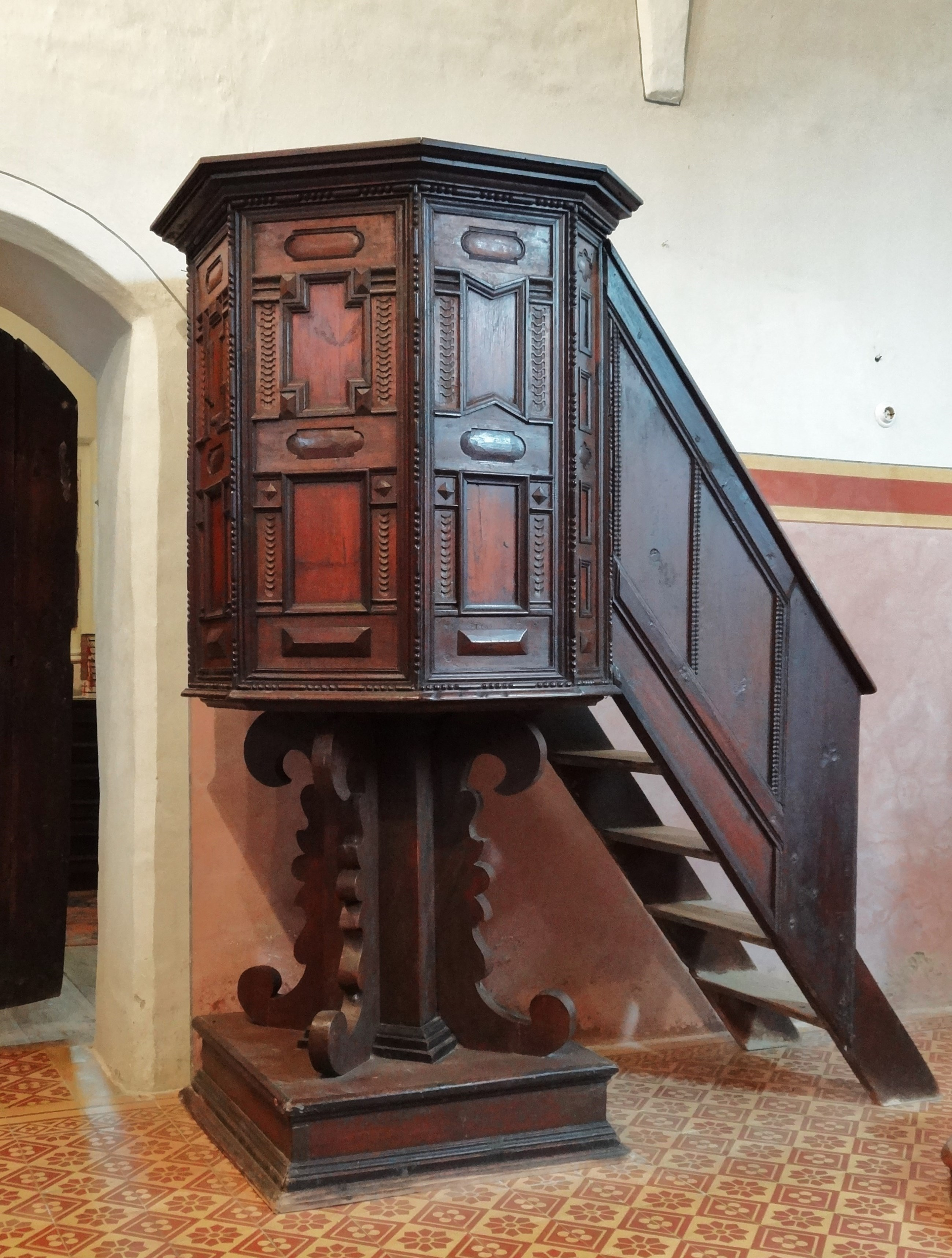
Kanzel

Der Hochaltar stammt aus dem zweiten Viertel des 17. Jahrhunderts. Er ist in gold und schwarz gefasst. An den kannelierten Säulen sind, ähnlich wie bei gotischen Altären, Seitenflügel mit Bildern angebracht. Im Mittelschrein steht eine spätgotische Johannesfigur, die das Lamm auf einem Buch trägt und mit der rechten Hand auf das Lamm zeigt. Die Figur ist von den heiligen Simon und Judas Thaddäus flankiert. Das Aufsatzbild zeigt Johannes den Evangelisten. Das Bild im Antependium zeigt Johannes den Evangelisten in einem Buch lesend, ihm zu Füßen das Lamm mit dem Kreuzesstab.
Ebenfalls spätgotisch ist eine geschnitzte Johannesschüssel mit dem abgeschlagenen Haupt des Heiligen.
Die Seitenwangen der Sitzbänke entstanden etwa im Jahr 1720.
Die Kanzel stammt aus dem zweiten Viertel des 17. Jahrhunderts, ist aus Holz und ungefasst bzw. dunkel gefasst. Sie ist polygonal und hat an der rechten Seite den Zugang durch eine Stiege. Der Fuß der Kanzel ist quadratisch in der Größe der Kanzel, auf ihm ruht ein rechteckiger Pfeiler, dessen Ecken auf den Seiten des Grundquadrates stehen. Der Korb hat mit Perlenstabfries gerahmte Brüstungsfelder. Deren unterste Zone zeigt ein Diamantschnittornament, die Felder darüber haben Rechteckrahmenform, gerahmt von Schuppenvorlagen und Diamantschnittapplikation. Der schmale Mittelteil hat längliche Rechteckfelder mit seitlichen Ausbuchtungen. Darüber befinden sich Felder mit variierten Ohrrahmenfeldern, begrenzt von Schuppenvorlagen. Ein schmales Feld ähnlich dem Mittelfeld bildet den oberen Abschluss. Eine Rückwand ist nicht gestaltet, ein Schalldeckel fehlt.